# Barbara Pfister

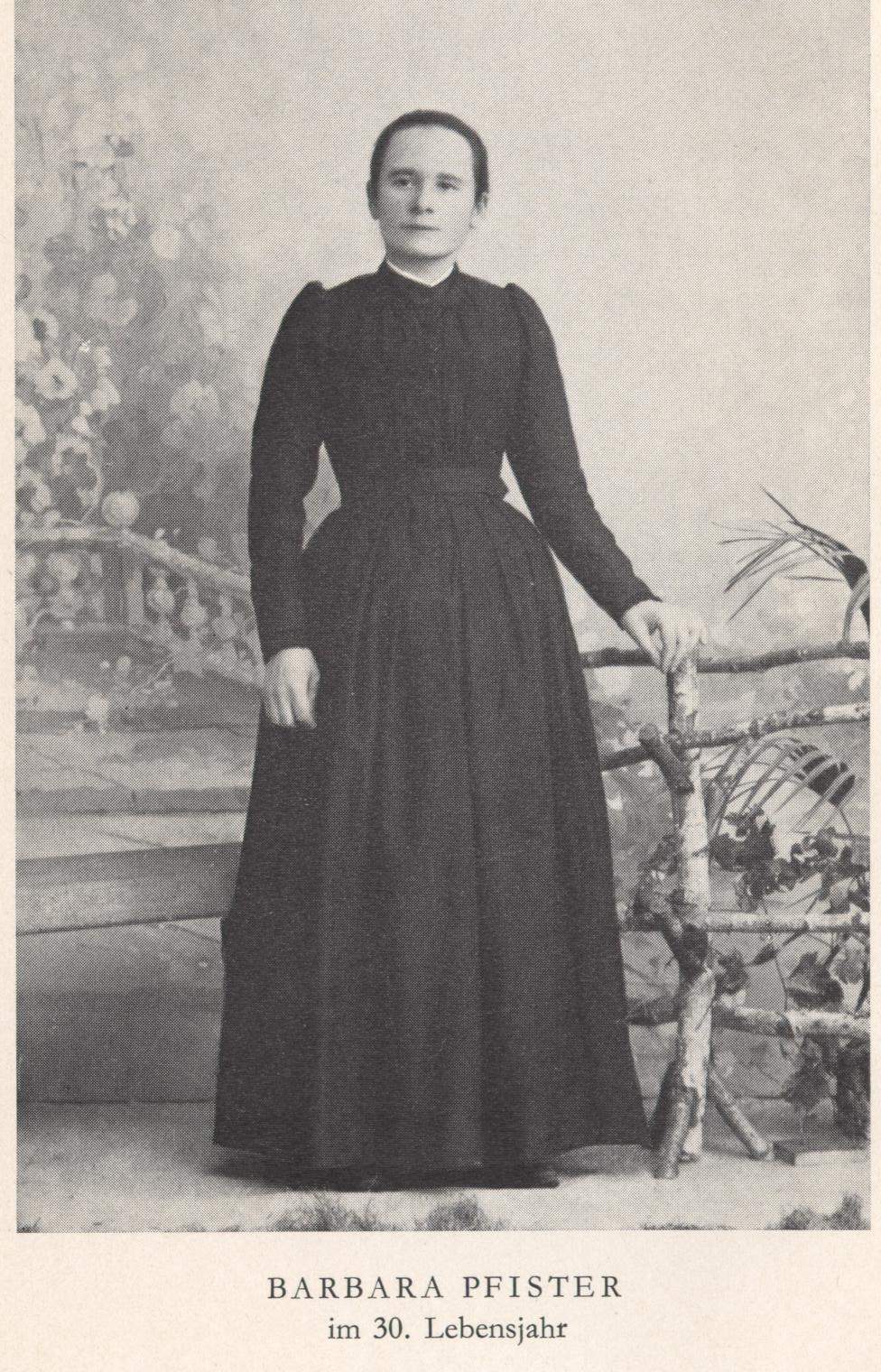
Barbara Pfister aus Wattenheim, 1898

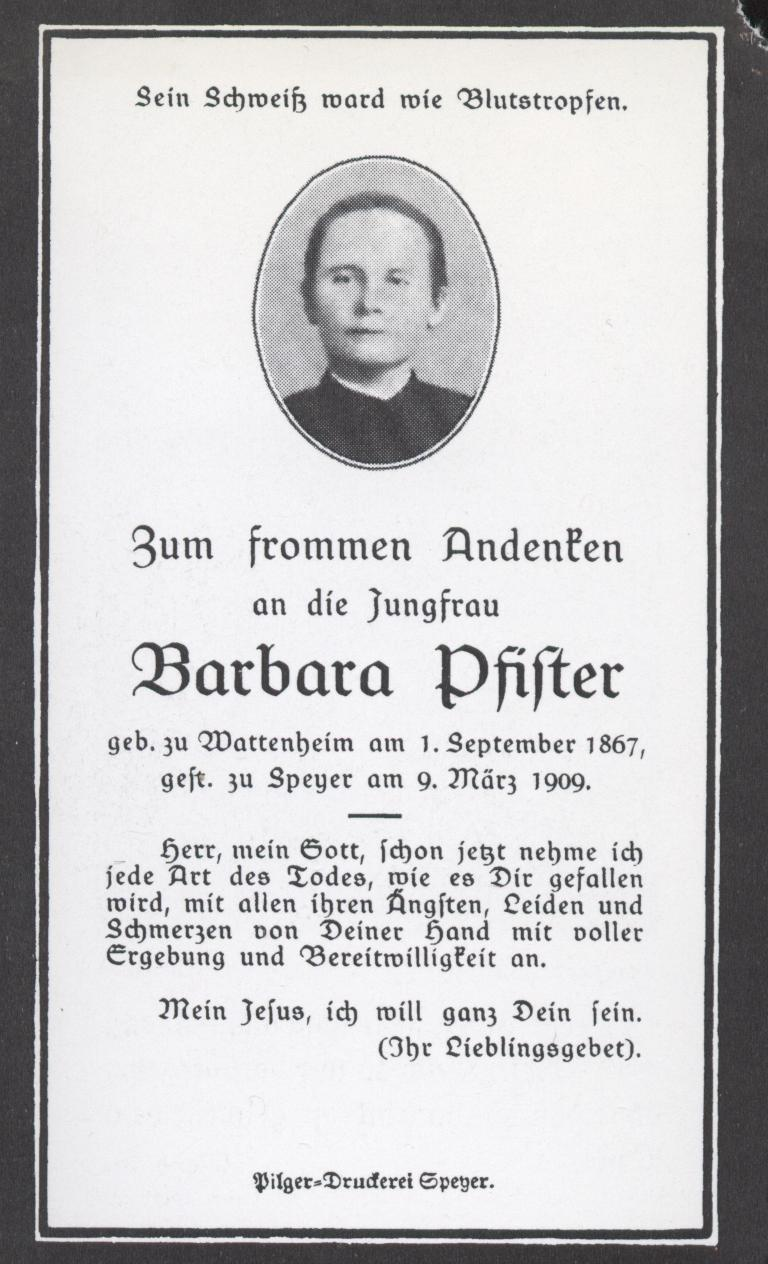
Barbara Pfister, zeitgenössisches Sterbebildchen von 1909

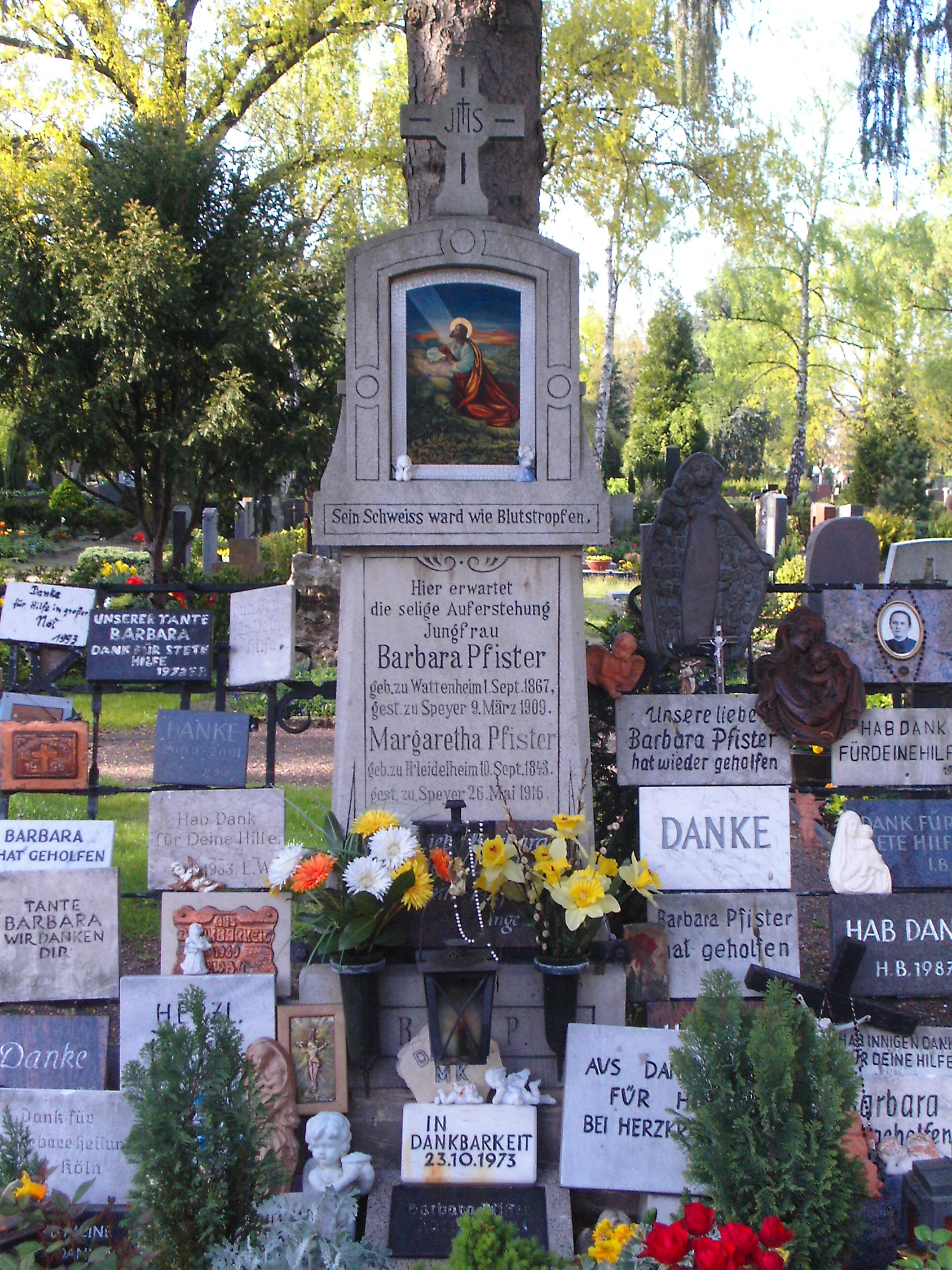
Grab der stigmatisierten Barbara Pfister, Speyer, 2008

Barbara Pfister (* 1. September 1867 in Wattenheim; † 9. März 1909 in Speyer) war eine Mystikerin und Stigmatisierte.

## Leben
Barbara Pfister wurde in Wattenheim bei Grünstadt in eine arme Handwerkerfamilie geboren. Der Vater war Schreiner und hieß Balthasar Pfister, die Mutter Margaretha, geborene Maltry, kam aus Hettenleidelheim und entstammte der Familie van Recum.
Pfister gab an, bereits als Kind Visionen aus dem Leben Jesu gehabt zu haben. Sie war ein ungewöhnlich frommes Kind. Sie kniete oft in der Kirche vor dem Tabernakel. Mit knapp 17 Jahren trat sie 1883 als Postulantin in das Dominikanerinnenkloster Speyer ein. Da sie manchmal nach dem Empfang der Kommunion in Ohnmacht fiel und aus der Kirche hinausgetragen werden musste, wurde sie nach einem Vierteljahr wieder aus dem Kloster entlassen. Die Oberin ahnte zu dieser Zeit nicht, dass diese Ohnmachtsanfälle von Visionen begleitet waren. Barbara Pfister arbeitete zunächst als Haushaltshilfe in Speyer, um ihre Familie finanziell etwas unterstützen zu können.
Am 30. Juni 1890 seien die fünf Wundmale Christi sowie die Abzeichen der Dornenkrone erstmals an ihrem Körper aufgetreten. Barbara wollte dies geheim halten, was jedoch nur kurze Zeit gelang. Als die Stigmata bekannt wurden, sah sie sich Anschuldigungen ausgesetzt. Polizeiliche und medizinische Untersuchungskommissionen konnten jedoch keinen Betrug feststellen. Ihre Seelsorger bestätigten wiederholt die Lauterkeit ihres Charakters. Die stellvertretende Sühne für die Fehler anderer sei ihr Anliegen gewesen. Alljährlich in der Passionszeit und besonders am Fest der Dornenkrönung, das damals in der Diözese Speyer noch gefeiert wurde, habe Barbara besonders viele Schmerzen ertragen müssen. Wenn ihr Seelsorger einige Stellen aus der Liturgie des Tages vorlas, sei  dies Barbara als Erleichterung und als "tröstliche Musik" erschienen. Ab 1896 lebte die Stigmatisierte in der Obhut der Barmherzigen Schwestern zu Speyer, Engelsgasse. Domkapitular Friedrich Molz war ihr Seelenführer, zeichnete ihre Visionen auf und veröffentlichte 1928 eine Biographie über sie. Barbara Pfister starb in Speyer am 9. März 1909.

## Bedeutung und Verehrung
In der Pfalz bzw. der Diözese Speyer sind ihr Fall und die aufgetretenen Phänomene einzigartig. Das bischöfliche Ordinariat in Speyer berief deshalb 1938 eine eigene Kommission, um über die verstorbene Mystikerin alle Zeugenaussagen, Berichte und Gebetserhörungen zu sammeln. Dieses Material wertete erstmals Domkapitular Nikolaus Lauer aus und verarbeitete es in einer Biographie Pfisters, die ab 1939 in zahlreichen Auflagen erschien. Durch die NS-Zeit und den Zweiten Weltkrieg unterblieben weitere Schritte zur Seligsprechung.